# Kusubur, Somvarpet
Kusubur là một làng thuộc tehsil Somvarpet, huyện Kodagu, bang Karnataka, Ấn Độ.